# Сталь-7
Сталь-7 — двухмоторный транспортный самолёт, построенный в СССР в 1936 году.

## Разработка
Работа конструкторов СНИИ ГВФ под руководством Роберта Бартини (настоящее имя — Роберто Орос ди Бартини (итал. Roberto Oros di Bartini) над самолётом «Сталь-7» началась в мае 1934 года, по настоянию одного из руководителей НИИ ГВФ П. В. Дементьева. В июне того же года был готов эскизный проект этого самолёта.
«Сталь-7» изначально разрабатывался как 12-местный пассажирский самолёт, а позже как самолёт двойного назначения. Именно поэтому изначальную высоту салона снизили с 1,8 до 1,55 метра.
Первый полет на «Сталь-7» в сентябре 1936 года выполнил летчик Э. И. Шварц. Позже к испытаниям были привлечены летчики-испытатели НИИ ВВС И. Ф. Петров, П. М. Стефановский и А. Б. Юмашев. В трех полетах «Сталь-7» на стадии летных испытаний принял участие конструктор самолёта Роберто Бартини.
Весной 1937 года совместно с НИИ ГВФ начались заводские испытания самолёта. Проводили их летчики В. А. Матвеев и Н. П. Шебанов.
Самолёт показал прекрасные для своего времени характеристики по дальности и скорости полёта в беспосадочном перелёте по маршруту Москва — Свердловск — Севастополь — Москва длиной 5068 км, где средняя скорость составила 405 км/ч.
Конструктор самолёта Р. Л. Бартини был арестован 14 февраля 1938 года (освобождён в 1946, реабилитирован в 1956), отбывал заключение в Болшевской шараге (сейчас г. Королёв Московской области) и ЦКБ-29. Руководителем всей авиационной группы был А. Н. Туполев.
На основе самолёта Сталь-7 был сконструирован бомбардировщик Ер-2 (ДБ-240).

## Лётно-технические характеристики
Технические характеристики
- Экипаж: 2 чел.
- Пассажировместимость: 12 чел.
- Грузоподъёмность: 5600 кг
- Длина: 16 м
- Размах крыла: 23 м
- Высота: 4,89 м
- Площадь крыла: 72 м²
- Масса пустого: 8650 кг
- Максимальная взлётная масса: 11000 кг
- Силовая установка: 2 × ПД М-103
- Мощность двигателей: 2 × 860 л. с.

Лётные характеристики
- Максимальная скорость:
- У земли: 417 км/ч
- На высоте: 450 км/ч
- Крейсерская скорость: 412 км/ч
- Практическая дальность: 5000 км
- Практический потолок: 10000 м